# ويلي برتراند تانكو
ويلي برتراند تانكو هو ملاكم كاميروني، مثّل بلاده في الألعاب الأولمبية الصيفية 2004.

## روابط خارجية
ويلي برتراند تانكو على موقع أوليمبيديا (الإنجليزية)